# Большой Ковш
Большой ковш — астеризм в созвездии Большая Медведица.
Астеризм известен с древности у многих народов под разными названиями: Плуг, Лось, Повозка, Семь Мудрецов и т. п. Все звёзды Большого ковша имеют собственные арабские имена: Дубхе (α Большой Медведицы) значит «медведь»; Мерак (β) — «поясница»; Фекда (γ) — «бедро»; Мегрец (δ) — «начало хвоста»; Алиот (ε) — курдюк или жирный хвост; Мицар (ζ) — «кушак» или «набедренная повязка». Последнюю звезду в ручке Ковша называют Бенетнаш или Алькаид (η); по-арабски «аль-каид банат наш» значит «предводитель плакальщиц».
Самой дальней от Земли из звёзд Большого ковша является Дубхе (124 св. г.), самой ближней — Мицар (78 св. л.).
| Имя                | Обозначение Байера | Видимая звёздная величина | Расстояние (св. лет) |
| ------------------ | ------------------ | ------------------------- | -------------------- |
| Дубхе              | α UMa              | 1.8                       | 124                  |
| Мерак              | β UMa              | 2.4                       | 79                   |
| Фекда              | γ UMa              | 2.4                       | 84                   |
| Мегрец             | δ UMa              | 3.3                       | 81                   |
| Алиот              | ε UMa              | 1.8                       | 81                   |
| Мицар              | ζ UMa              | 2.2                       | 78                   |
| Бенетнаш (Алькаид) | η UMa              | 1.9                       | 101                  |

Все звёзды Большого ковша, кроме Дубхе и Бенетнаша, принадлежат к движущейся группе звёзд Большой Медведицы.
В направлении близком к направлению на Большой Ковш находится так называемая дыра Локмана, область неба с наименьшей концентрацией нейтрального водорода.